# Dionisi d'Heraclea (filòsof)
Dionisi d'Heraclea (grec antic: Διονύσιος, llatí: Dionysius), fill de Teofant, fou un filòsof grec, deixeble d'Heraclides, Alexí i Menedem, i més tard també de Zenó l'estoic, que sembla que el va induir a acceptar l'estoïcisme.
Ja de gran, fou afectat per una infecció als ulls, i el dolor insuportable que li provocava el va fer abandonar la filosofia estoica, que imposava molta d'austeritat, i es va unir als cirenaics. Aquest canvi va fer que rebés el renom de μεταθέμενος ('renegat'). Mentre fou estoic, va respectar l'austeritat corresponent, però després es va donar als plaers, especialment als sensuals.
Va morir a vuitanta anys, després de negar-se a menjar. Diògenes Laerci esmenta una sèrie de treballs d'aquest filòsof que s'han perdut. Ciceró li critica la manca d'elegància i refinament i la barreja de versos amb prosa.